# Spriggina
Spriggina és un fòssil ediacarà, possiblement un anèl·lid o artròpode. Tenia una simetria bilateral amb segmentació i una espècie d'escut cefàlic amb espines genales; sembla que no tenia apèndix. Va viure en l'era Neoproterozoic (fa uns 650 milions d'anys) i recorda a un trilobit, per la qual cosa va poder ser el seu ancestre i d'altres artròpodes del període Cambrià. Ara com ara es coneixen dues espècies. Spriggina va poder ser depredador i pot estar a la base de l'explosió cambriana.